# Pseudovirus (genre)
Ne doit pas être confondu avec Pseudovirion ou Particule pseudovirale.
Genre
Espèces de rang inférieur
- espèce-type : Saccharomyces cerevisiae Ty1 virus

Pseudovirus est un genre de virus de la famille des Pseudoviridae qui comprend 20 espèces, dont Saccharomyces cerevisiae Ty1 virus est l'espèce-type. Ce sont des rétrovirus à ARN simple brin classés dans le groupe VI de la classification Baltimore, dont les hôtes naturels sont des champignons (mycovirus, 4 espèces) ou des plantes (phytovirus, 16 espèces).

## Liste d'espèces
Selon ICTV :
- Arabidopsis thaliana Art1 virus
- Arabidopsis thaliana AtRE1 virus
- Arabidopsis thaliana evelknievel virus
- Arabidopsis thaliana Ta1 virus
- Brassica oleracea Melmoth virus
- Cajanus cajan Panzee virus
- Glycine max Tgmr virus
- Hordeum vulgare BARE-1 virus
- Nicotiana tabacum Tnt1 virus
- Nicotiana tabacum Tto1 virus
- Oryza australiensis RIRE1 virus
- Oryza longistaminata Retrofit virus
- Physarum polycephalum Tp1 virus
- Saccharomyces cerevisiae Ty1 virus
- Saccharomyces cerevisiae Ty2 virus
- Saccharomyces cerevisiae Ty4 virus
- Solanum tuberosum Tst1 virus
- Triticum aestivum WIS2 virus
- Zea mays Hopscotch virus
- Zea mays Sto4 virus